# 앙코르 와트
앙코르 와트(크메르어: អង្គរវត្ត, 영어: Angkor Wat, Angkor Vat)는 캄보디아 시엠레아프주의 앙코르에 위치한 사원으로, 12세기 초에 수리야바르만 2세에 의해 옛 크메르 제국의 사원으로서 창건되었다. 앙코르 유적 중에서 가장 잘 보존되어 있으며, 축조된 이래 크메르 제국의 모든 종교 활동의 중심지 역할을 맡은 사원이다. 처음에는 힌두교 사원으로 힌두교의 3대 신 중 하나인 비슈누 신에게 봉헌되었고, 나중에는 불교 사원으로도 쓰였다. 옛 크메르 제국의 수준 높은 건축술을 가장 잘 보여주는 유적이다. 또한 캄보디아의 상징이기도 하기에 국기에도 그려져 있고, 세계적으로도 명성이 높은 관광지이다.
앙코르 와트는 12세기 크메르 제국의 황제 수리야바르만 2세에 의해 약 30년에 걸쳐 축조되었다. 사원의 정문이 서쪽을 향하고 있는 것이 특징이다. 이것은 해가 지는 서쪽에 사후 세계가 있다는 힌두교 교리에 의한 것으로, 앙코르 와트가 데바라자의 사후세계를 위하여 지어진 사원임을 짐작할 수 있다. 앙코르 와트는 크게 산처럼 생긴 탑들과 그를 둘러싸고 있는 회랑으로 구성되어 있는데, 이때 이 탑들은 불교 신들의 고향인 수미산을 상징한다. 앙코르 와트는 길이 5km가 넘는 깊은 해자에 둘러싸여 있으며, 외벽은 그 길이가 3.6km에 달한다. 외벽 안쪽에는 3개의 회랑들이 벽을 이루어 지어져 있고, 사원 정중앙에는 4개의 탑이 1개의 중앙 탑을 중심으로 세워져 있다. 앙코르 와트는 그 거대한 규모뿐만 아니라 지극히 정교한 건축 기술과 벽화들로도 매우 유명하며, 특히 여백을 거의 찾아볼 수 없을 정도로 빽빽히 새겨진 부조들로 잘 알려져 있다.
앙코르(Angkor)는 산스크리트어 나가라에서 파생된 도읍이라는 의미의 노코르(Nokor)의 방언이고, 와트(Wat)는 크메르어로 사원이라는 뜻이니 앙코르와트는 '사원의 도읍'이라는 뜻이된다. '사원의 도읍'이라는 의미인 앙코르 와트라는 이름은 16세기 이후부터 사용되었다.

## 앙코르와트의 역사

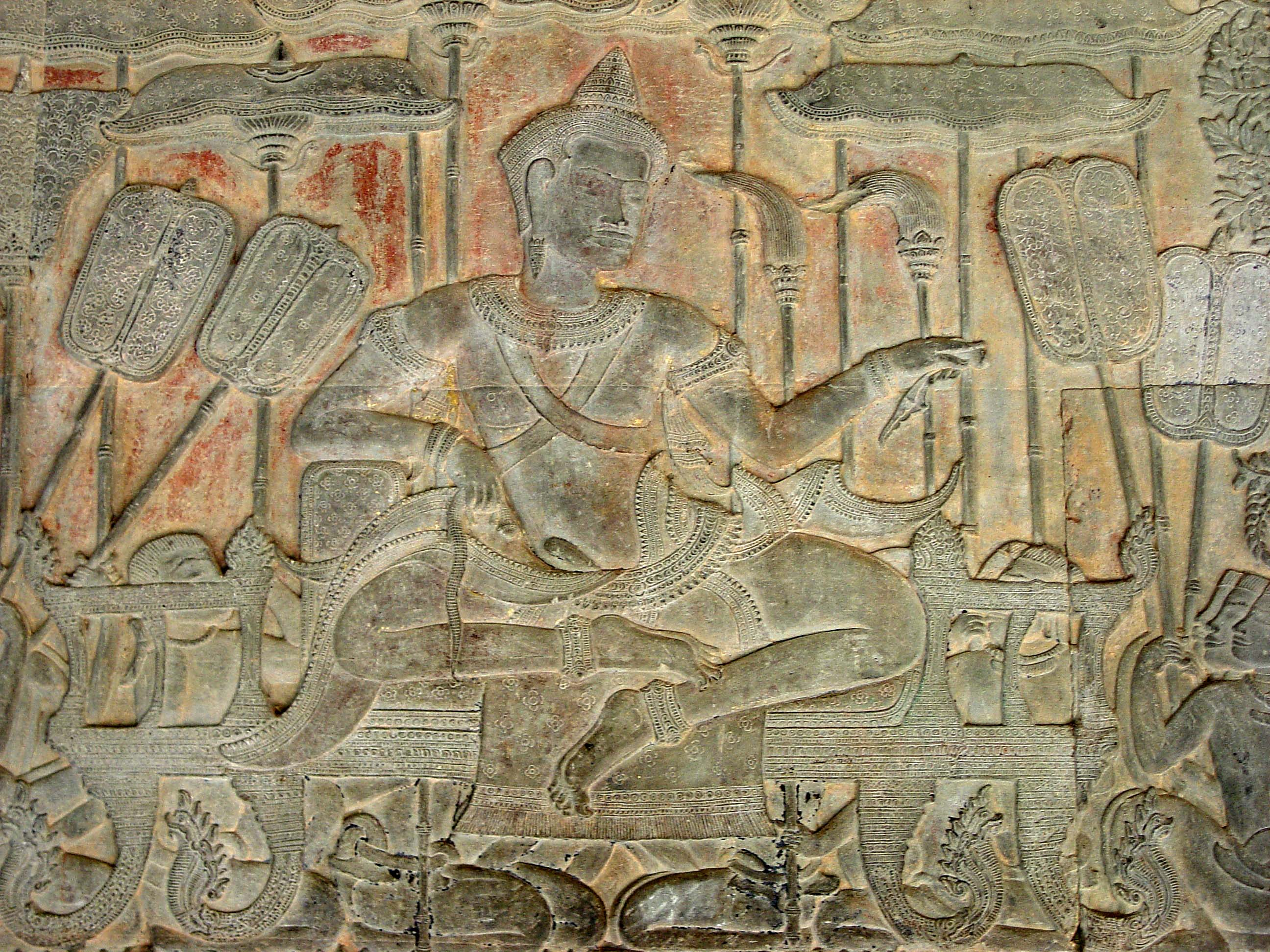
수리야바르만 2세

캄보디아의 구전 신화에 의하면, 힌두교의 신 인드라가 그의 아들을 위하여 사람들에게 궁전을 지으라고 지시했고, 이때 앙코르 와트가 세워졌다고 한다. 또한 13세기의 중국 여행가 주달관에 의하면, 당시 사람들은 앙코르 와트가 신성한 힘에 의하여 하룻밤 사이에 지어졌다고 믿었다고 한다.
사원 설계와 건축 작업은 수리야바르만 2세(재위 1113~1150년)의 재위기였던 12세기에 시작되었다. 앙코르 와트는 왕실용 사원이자 수도의 핵심 사원으로 지어졌으며, 비슈누에게 봉헌되었다. 앙코르 와트에서 창립 연대나 건축 시기를 알려주는 유물이 단 하나도 출토되지 않았기에, 앙코르 와트의 본 이름은 알려져 있지 않다. 다만 비슈누에게 바쳐진 신전이었기에 '바라 비슈누-록(Varah Vishnu-Lok)'이라고 불렸을 가능성은 있다. 앙코르 와트는 수르야바르만 2세가 죽은 지 얼마 되지 않아 공사가 중단되었기에, 현재 앙코르 와트의 일부 부분에는 장식 작업이 미완으로 남아있는 것을 볼 수 있다. 참고로 수리야바르만 2세의 유명은 '파라마비슈누로카'인데, 직해하면 '비슈누의 세계로 떠난 왕'이라는 뜻이다. 이는 수리야바르만 2세을 신격화하고 그의 업적을 치켜세우려는 의도가 깔려있다고 볼 수 있다.
1177년, 수리야바르만 2세가 죽은 지 대략 27년이 지난 후, 크메르 제국은 오랜 숙적이던 참파 왕국에게 침략을 당했고, 큰 피해를 입어 국력이 휘청거렸다. 허나 이후 크메르 제국은 자야바르만 7세에 의하여 세를 추스르고 국력을 회복하였다. 자야바르만 7세는 왕권을 과시하기 위하여 앙코르 와트 북쪽에 새로운 수도인 앙코르 톰을 건설하였고, 그와 함께 제국의 새로운 중심 사원인 바이욘 사원도 함께 새롭게 지어졌다. 이후 바이욘 사원이 국가 사찰의 지위를 획득하였으며, 앙코르 와트의 중요성은 상대적으로 떨어졌다.
12세기 후반 경, 앙코르 와트는 힌두교 사원에서 불교 사찰로 용도가 점차 변하기 시작했다. 앙코르 와트는 완전히 정글 속에 묻힌 채 인적이 끊겨버린 여타 앙코르 사원들과는 다르게 16세기 후반부터 단 한번도 완전히 버려진 적은 없었다. 17세기에 새겨진 앙코르 비문에 의하면 일본에서 건너온 불교 수도승들이 앙코르 와트 근처에 터를 잡고 수행을 하였다는 기록이 남아있다. 당시 일본 수도승들은 이 곳을 인도에 있는 유명한 불교 사찰인 기원정사로 착각하였던 것으로 여겨진다. 이들이 남긴 가장 유명한 기록들 중 하나는 우콘다유 가즈후사가 남긴 것인데, 이 기록에는 1632년 앙코르 와트에서 신년을 맞이한 소회가 적혀 있다.
앙코르 와트를 방문한 첫 서양인 탐험가들 중 한 명이었던 안토니오 다 마달레나는 스페인의 선교사였으며, 1586년에 처음으로 앙코르 와트를 방문했다. 그는 이 거대한 유적을 보고 감격하여, '이 유적은 펜으로는 도저히 표현할 수 없는 장엄한 건축물이다. 특히 이 유적은 세계의 그 어떠한 곳과도 다른 독특한 특성을 지니고 있으며, 인간 지성이 보여줄 수 있는 극도의 아름다움을 그대로 담고 있다'라고 적었다. 1860년 경에는 프랑스의 식물학자이자 탐험가 앙리 무오가 이 곳을 방문했으며, 그는 자신의 탐험록을 출판하여 서구 세계에 앙코르 와트의 존재를 널리 알리는 데에 큰 기여를 하였다. 그의 탐험록에는 아래와 같은 내용이 담겨있다.
이 사원은 솔로몬의 성전과 비견될 만하며, 고대의 미켈란젤로가 세운 것과 같은 느낌을 준다. 가히 가장 아름다운 건물들 가운데 영예로운 이름을 올릴 만한 건물임이 틀림없다. 이는 그리스나 로마의 신전들보다도 훨씬 더 장엄하나, 현재 이 사원이 소재한 국가가 처한 야만성과 슬픈 대조를 이룬다.....— 앙리 무오

앙리 무오는 이 곳을 방문한 여러 서양인 탐험가들과 마찬가지로 '미개한' 크메르 인들이 이와 같은 정교한 건축물을 지을 수 있는가에 대하여 의심하였고, 이 사원이 그리스 로마 문명에 의하여 지어졌을 것이라 지레짐작하였다. 이 때문에 그는 앙코르 와트가 그리스 로마 시대와 동시대에 건축되었을 것이라고 추정하였다. 그의 연구는 당시 인도차이나 지역에서 세를 뻗치던 프랑스 정부의 관심을 끌었고, 이로 인하여 대규모 발굴 조사가 행해지게 되었다. 앙코르 와트의 역사를 복원하는 작업은 사원 복구 작업에서 회수하거나 출토된 비문들을 해독하는 것으로 주로 이루어졌다. 이 복구 작업에서는 다른 고대 유적지에서 흔하게 발견되는 조리 도구, 옷 조각, 무기와 같은 주거지에서 주로 발굴되는 유물들이 단 하나도 발견되지 않았으며, 오직 사원과 종교와 관련된 유물들만 끊임없이 쏟아져 나왔다. 프랑스 고고학자들은 주요 사원 건축물들의 스케치를 하고, 비문들을 탁본하고 이를 해석하여 앙코르 와트의 역사를 알아내려 시도하였다.
앙코르 와트와 그 주변 유적들의 아름다움은 프랑스 정부의 큰 관심을 끌었고, 결국 프랑스는 캄보디아 지역을 1863년 8월 11일에 보호령으로 삼았으며 유적 폐허들의 소유권을 차지하기 위하여 인근의 태국을 공격, 캄보디아 지역에 대한 지배권을 확고히 하였다. 이로 인하여 캄보디아는 1351년 이래 태국에게 뺏겼던 북서부 영토를 태국에게서 되찾아와 캄보디아의 행정 구역으로 재편입시킬 수 있었다.
1885년, 프랑스 고고학계는 고대 크메르 제국의 연대기를 완성하였으며, 앙코르 문명의 역사를 어느 정도 복원해내는 데에 성공했다. 1898년 경에는 프랑스 정부가 앙코르 유적 보존을 위하여 사용하던 예산 대부분을 없애버렸으며, 이후 약 몇십년 동안 아무도 제대로 관리하지 않자 유적들은 다시 정글 속으로 흡수되기 시작하였다. 이 때 상당히 많은 사원들이 정글에 재흡수되었으며, 특히 거대한 무화과나무들이나 열대 나무들이 유적의 돌 틈 사이로 뿌리를 다시 내리기 시작하며 유적들은 거의 붕괴되기 직전 상태로까지 반파되었다. 그러나 20세기에는 사람들이 다시 앙코르 와트에 관심을 쏟기 시작했고, 이로 인해 앙코르 와트가 상당히 많이 복원되었다. 고고학자들과 일꾼들로 구성된 발굴팀이 열대우림을 벌목해 유적 근처를 깨끗히 청소하고, 몇 백년동안 정글의 그림자 속에 잠겨 있던 사원들을 다시 빛을 보게 만들었다. 특히 1931년에 프랑스 파리에서 열린 식민지 전시회에서 앙코르 와트의 모형이 전시되며, 많은 유럽인들의 관심을 끌어 점차 서구 세계에서도 주목받게 되었다.
캄보디아는 1953년 11월 9일, 프랑스에서부터 독립하였고, 이 이후로 현재까지 앙코르 와트를 관리하기 시작하였다. 허나 캄보디아 내전이 발발하고 크메르 루주가 1970년대와 80년대에 캄보디아 정권을 장악하자, 앙코르 와트 복원 작업에도 차질이 빚어졌다. 다만 이토록 혼란스러운 시기에도 상대적으로 앙코르 와트 유적 자체에 큰 피해가 가지는 않았다. 다만 앙코르 와트도 전쟁의 참화를 완벽하게 피해갈 수는 없었다. 크메르 루주 군대는 장작과 목재로 쓰기 위해 큰 나무라면 닥치는 대로 뽑아 쓰는 바람에 나무들에 의해 간신히 지탱되던 유적들 일부가 무너져내렸으며, 베트남 군대와 크메르 루주 사이에서 일어난 총격전으로 인해 만들어진 총탄이 앙코르 와트의 석회 부조에 여전히 남아있다. 게다가 1980년대와 90년대에 태국에서 활발하게 활동하던 예술품 도둑들이 거의 앙코르 유적 모든 곳에서 조각상들의 머리를 떼어가며 엄청난 훼손을 입혔고, 심지어는 한 번 복원된 유적 조각상들에게까지 그 짓을 하며 유적의 보존 상태는 더더욱 나빠졌다.
앙코르 와트는 캄보디아의 국가적인 상징이다. 앙코르 와트는 고대 크메르 제국의 영광을 가장 단적으로 잘 드러내는 건축물로, 가히 캄보디아 외교와 국제적 위상의 자존심이라고 할 만하다. 앙코르 와트는 1863년에 제정된 캄보디아의 첫 번째 국기부터 현재의 국기까지, 모든 국기에 무조건 들어가 있으며 대중들이 일반적으로 캄보디아하면 제일 먼저 떠올리는 것이기도 하다. 다만 2000년대 들어, 태국이 앙코르 와트의 소유권을 주장하며 양국 간의 관계를 악화시키는 일이 일어나고 있다. 태국은 왓 프라깨우에 앙코르 와트의 모형을 전시하고 있으며, 지속적으로 앙코르 와트가 태국의 소유라고 주장하고 있다. 허나 앙코르 와트가 거의 캄보디아의 상징이나 다름없기에, 이같은 주장은 캄보디아 내에서도 격한 반발을 사고 있다.

## 건축

앙코르 와트의 지도

### 설계
앙코르 와트는 크게 거대한 산처럼 생긴 탑들과, 이를 둘러싸고 있는 회랑으로 구성되어 있다. 동-서를 잇는 축을 기본으로 하여 지어진 앙코르 와트는, 테라스에서 보았을 때 특정 탑들이 춘분, 하지, 추분, 동지 때 태양이 뜨는 위치를 가리키고 있다고 한다. 특히 중앙 탑의 경우, 춘분 때 태양이 떠오르는 위치와 정렬하도록 설계되어 있다. 앙코르 와트는 신들이 사는 곳인 메루산, 즉 수미산을 상징하며, 중앙에 있는 5개의 탑은 메루산의 다섯 봉우리를 상징한다. 또한 사원을 둘러치고 있는 벽과 해자는 메루산의 산맥들과 이를 둘러싸고 있는 깊은 바다를 상징한다. 평민들은 오직 가장 낮은 1층에만 출입할 수 있었으며, 가장 높은 3층에는 오직 최고위 승려들과 왕만이 출입할 수 있었다. 층수가 높아질 수록 올라갈 수 있는 자격 제한이 엄격해졌던 것이다.
여타 앙코르 사원들과는 다르게 앙코르 와트는 동쪽보다는 서쪽에 조금 더 치우쳐 있다. 고고학자들은 이를 통해 수리야바르만 2세가 앙코르 와트를 자신의 장례용 사원으로 삼으려 했다고 추정한다. 게다가 회랑에 새겨져 있는 부조들의 순서가 반시계 방향으로, 즉 전통적인 힌두 양식의 반대 방향으로 배치되어 있다는 점 또한 앙코르 와트가 일반적인 힌두 사원이 아니라 사후 세계와 깊은 관련이 있는 장례용 사원이라는 설을 뒷받침해주고 있다. 본디 힌두교에서는 장례식 때 의식들을 역순으로 치르기 때문이다. 고고학자 찰스 히그햄은 중앙 탑 속에서 한 항아리를 발견하였고, 이 속에 유해를 담아 보관하는 장례용 항아리라고 추측하였다. 다만 앙코르 와트가 장례용 사원이 아니라는 의견도 있는데, 이는 앙코르 와트의 수호신 비슈누가 본디 서쪽을 상징하는 신이기에 비슈누를 기리기 위하여 일부러 그저 서쪽에 치우치게 앙코르 와트를 지었다는 것이다.

### 양식
앙코르 와트는 크메르 건축의 대표적인 사례이다. 크메르 건축은 '앙코르 와트 양식'이라고 불리기도 한다. 12세기 앙코르의 건축가들은 라테라이트나 벽돌 대신 사암을 주로 활용하여 건물들을 짓는 데에 익숙해졌으며, 이 때문에 현재 우리가 볼 수 있는 대부분의 부분들은 거의 사암으로 지어져 있다. 그리고 외벽이나 잘 보이지 않는 부분들에는 사암 대신 라테라이트를 주로 사용하였다. 이 석재들을 고정시키기 위하여 썼던 접착 물질들은 아직도 알려지지 않았으나, 아마도 천연 수지나 수산화 칼슘 재질의 점착제가 사용되었을 것으로 추정하고 있다.
앙코르 와트는 그 무엇보다 조화를 강조하여 지어져 있다. 20세기 중반의 평론가 마우리스 글레이스는, '앙코르 와트는 완벽하게 균형을 이룬 재료들과 정확한 비율의 정제된 아름다움으로 인한 고전적인 완벽성을 띠고 있다. 앙코르 와트의 건축 양식은 힘의 건축, 통합적인 건축이다.'라고 적었다. 건축학적으로 앙코르 양식은 연꽃 봉우리처럼 생긴 끝이 뾰족한 탑, 통로를 넓히기 위해 지은 반-회랑, 사원의 중심 축을 이루는 십자회랑 등을 주 특징으로 지닌다. 주된 장식 주제는 힌두교의 무희이자 여신들인 압사라, 부조, 힌두교 신들이나 영웅들이 있다. 앙코르 와트에 있는 조각상들은 동시대에 지어진 사원들에 비하여 훨씬 보수적이라는 평을 듣는데, 이는 다른 사원들에 비해 조각들의 자세가 훨씬 딱딱하고 표정도 절제되어 있으며 우아미가 덜하기 때문이다. 현재의 앙코르 와트는 20세기 들어 유물 수집가들이 탑의 스투코 장식들, 부조에 새겨진 인물상들, 목재로 지어진 문들을 대부분 떼어가버려 지어졌을 당시의 영광을 바로 알아보기에는 약간 무리가 있다.

### 건물

#### 외부

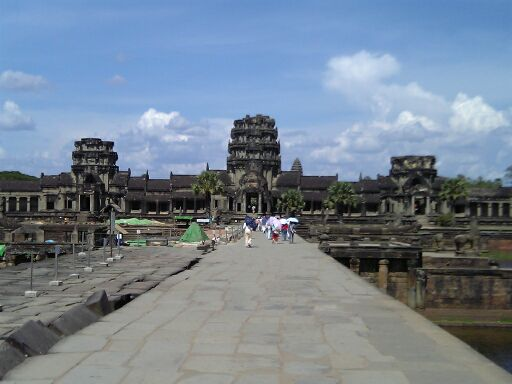
서쪽 정문의 고푸람

앙코르 와트의 외벽은 가로 1,024m, 세로 802m이며, 그 높이는 4.5m이다. 외벽은 해자에서 약 30m 정도 떨어져 있다. 해자는 그 폭이 190m이며, 그 둘레는 5km에 이른다. 해자는 동에서 서로는 1.5km이고, 남에서 북으로는 1.3km이다. 해자를 건너는 방법은 2가지가 있는데, 하나는 동쪽으로 흙으로 만들어진 제방을 통해 들어가는 길이고, 나머지 하나는 서쪽에서 돌이 깔린 보도를 통해 들어가는 길이다. 서쪽의 석조 보도가 주 출입로이며, 아마도 목재로 지어졌던 다리를 대체하여 지어졌을 것으로 추정된다. 각각의 정방위에는 고푸람(Gopuram, 힌두 전통 양식의 탑)들이 지어져 있으며, 서쪽에 있는 고푸람이 가장 거대하다. 서쪽 정문에는 총 3개의 무너진 고푸람들이 버티고 있다. 탑 아래에는 팔이 여럿 달린 비슈누의 상이 있는데, 앙코르 와트가 힌두교 사원이었을 당시에는 중앙 탑 아래에 안치되어 있던 것으로 보인다. 앙코르 와트가 불교 사찰로 변모하면서 이 곳으로 옮겨진 것이다. 탑들은 회랑으로 모두 연결이 되어 있으며, 고푸람 양쪽에 있는 문들은 코끼리가 지나가도 될 정도로 넓다고 하여 '코끼리 문'이라고도 불린다. 이 회랑들은 바깥쪽으로는, 즉 서쪽으로는 사각 기둥들에 의해 받쳐지고 있으며, 안쪽, 즉 동쪽 부분에는 닫힌 벽이 있다. 기둥들 사이의 천장은 연꽃으로 아름답게 장식이 되어 있으며, 벽면에는 춤추고 있는 압사라들이 정교하게 조각되어 있다. 특히 이 문에 앙코르 와트 전체에서 유일하게 이를 드러내고 웃는 압사라 상이 조각되어 있다.

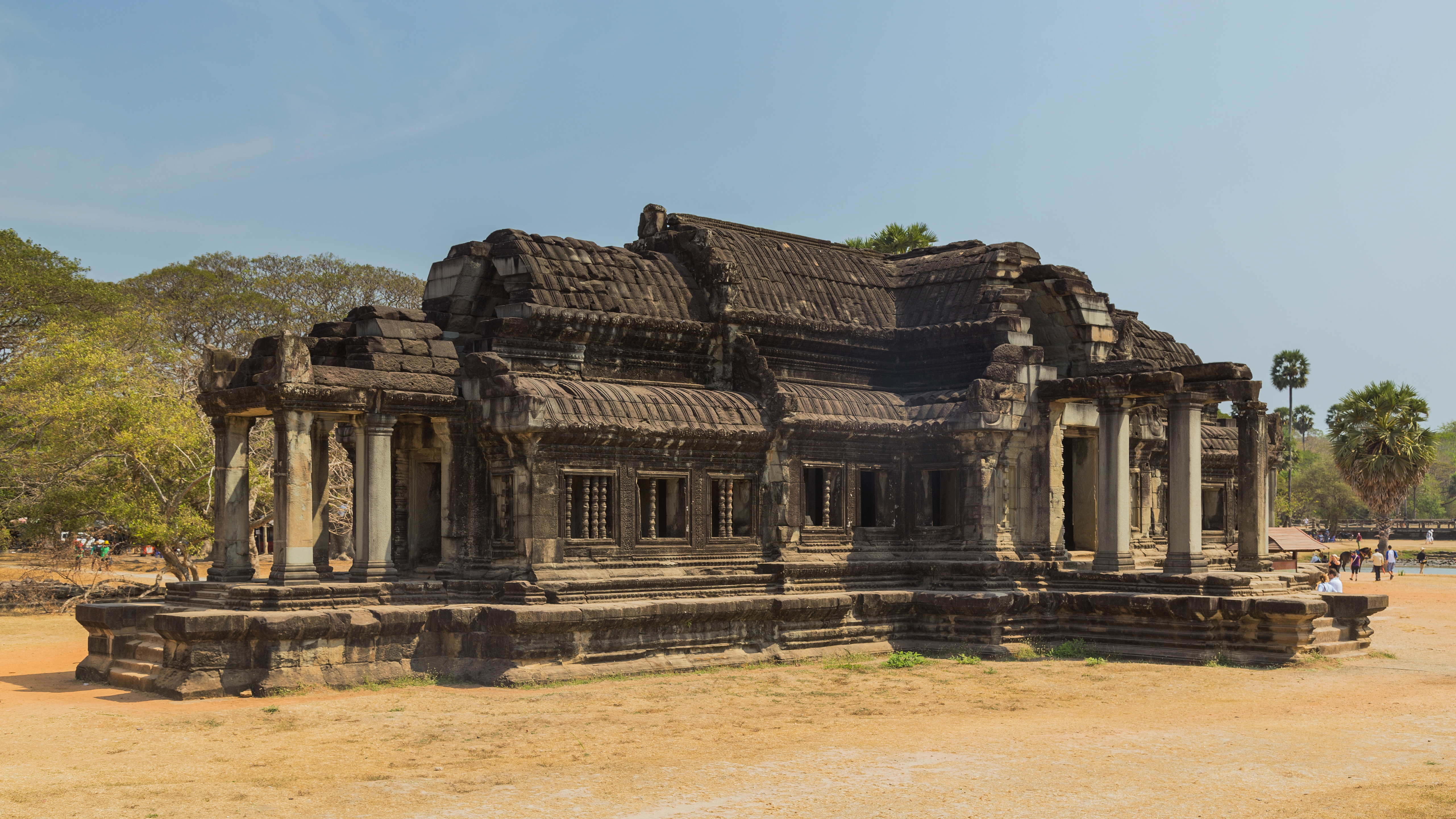
앙코르 와트의 도서관

외벽은 총 820,000 제곱 킬로미터의 면적을 둘러싸고 있다. 이는 현재 남아있는 앙코르 와트 중앙 사원의 면적보다도 훨씬 넓은 규모인데, 이를 통하여 외벽 내부에는 현재의 앙코르 와트 중앙 사원뿐만 아니라 거의 도시에 가까울 정도로 많은 건축물들이 빽빽히 들어차 있었다는 것을 알 수 있다. 고고학자들은 중앙 사원 북쪽에 왕궁이 있었을 것이라 추정하고 있다. 하지만 돌로 지어진 사원과는 다르게, 크메르의 왕궁들과 웬만한 건축물들은 거의 대다수가 썩기 쉬운 나무로 지어져 현재는 전혀 그 흔적을 찾아볼 수 없는 상태이다. 현재는 몇몇 거리들의 잔해와 터만 찾아볼 수 있으며, 대부분의 영역은 숲으로 덮여 있다. 350m에 달하는 석조 보도가 서쪽 고푸람에서 중앙 사원을 이으며, 이 보도에는 나가를 조각한 난간과 계단들이 있다. 보도 양쪽에는 도서관이 하나씩 세워져 있으며, 이 도서관은 동서남북을 맞추어 입구가 나있고, 그 옆에는 대칭을 이룬 인공 연못들이 있다. 연못은 가로 50m, 세로 65m의 직사각형 구조이며, 왼편 우물은 항상 물이 차있으나 오른편 우물은 상대적으로 마른 편이다. 다만 이 도서관은 실제로 도서관 용도로 쓰였던 것이 아니라 제사용 용기 보관용으로 쓰였을 것이라 짐작하고 있다. 앙코르 와트 중앙 사원 바로 앞에 있는 십자형 테라스는 '명예의 테라스(Terrace of Honor)'라고 불리는데, 나가로 장식된 난간과 사자 조각상이 늠름하게 서있는 모습을 하고 있다.

#### 중앙 사원
중앙 사원 자체는 기단 위에 세워져 있다. 크게 3층으로 이루어져 있으며, 갈수록 높아지며 맨 마지막 3층에 중앙 탑이 위치하는 구조이다. 어떤 학자들은 이 층들이 왕, 브라흐마, 달, 비슈누에게 봉헌된 것이라고 주장하기도 한다. 모든 회랑들은 사면의 정중앙에 고푸람들이 1개씩 세워져 있으며, 특히 2층과 3층의 경우에는 중앙뿐만 아니라 모서리 부분에도 고푸람들이 1개씩 세워져 있다. 사원 자체가 서쪽을 바라보는 방향으로 세워졌기에, 사원의 건축물들은 상대적으로 동쪽으로 치우쳐 있다. 또한 왕이 들어올 때 가장 잘 보이는 부분이 정문과 가까운 서쪽 부분이었기에, 서쪽 부분에 가장 정교하고 자세한 부조들이 가득 채워져 있다. 또한 왕의 편의를 위하여, 왕이 주로 사용했던 서쪽의 계단들이 다른 방향의 계단보다 상대적으로 낮게 만들어져 있다.
1층 회랑은 가로 215m, 세로 187m이다. 2층과 3층 회랑과는 달리 모서리 부분에 고푸람 대신 작은 파빌리온이 하나씩 세워져 있다. 회랑 자체는 사원 외부와 뚫려 있으며, 사각 기둥들이 회랑을 받치고 있다. 1층을 2층과 연결시켜주는 것은 서쪽에 있는 십자 회랑인데, 이를 '천 명의 신들의 홀(Hall of Thousand Gods)'라고 부른다. 수많은 순례자들이 이 곳에 부처상을 새기거나 남겼으나, 현재는 몇 개 밖에 남아있지 않다. 이 홀에는 순례객들의 선행에 대한 글들이 유난히 많은데, 대부분은 크메르어지만 일부 버마어나 일본어도 있다. 십자 회랑 사이의 공간에는 한때 물이 차있었을 것으로 추측되며, 남북쪽의 회랑은 도서관이다. 앙코르 와트에는 '중간단'이라는 독특한 구조가 있는데, 이는 1층과 2층을 완만한 경사로 연결시켜 사람들이 더 편하게 이동할 수 있도록 한다. 2층 회랑은 가로 115m, 세로 100m이며, 메루산을 둘러싸고 있는 거대한 바다를 상징한다. 회랑에는 압사라들이 대략 4명 정도 짝을 이루어 춤을 추고 있는 모습이 새겨져 있다. 사면에 3단의 계단이 있어 3층으로 올라갈 수 있으며, 특히 이 계단들은 매우 경사가 가파르다. 이는 신들의 세계로 들어가는 것에 대한 어려움을 표현하기 위하여 일부러 이렇게 만든 것이다.
3층 회랑은 2층에서부터의 높이가 약 40m에 달할 정도로 그 경사가 극히 가파르게 올라간다. 정사각형 모양의 단에는 모서리에 각각 2개씩, 중앙에 1개씩 총 12개의 계단이 나있는데, 각 계단에는 단이 약 40여개 정도가 있고, 이 경사가 70도 정도로 매우 가파를 뿐만 아니라 폭도 보통 계단의 절반 수준에도 못 미친다. 이러한 계단을 오르는 사람은 거의 무조건적으로 위를 올려다보지 못하고 고개를 숙이는 자세를 취하게 되며, 크메르인들도 이와 같은 효과를 노렸던 것이다. 3층의 정사각형 모양 기단 둘레는 60m이고, 모서리 쪽 계단이 올라오는 부분에 고푸람들이 1개씩, 그리고 정중앙에 가장 거대한 고푸람이 1개가 있어 총 5개의 고푸람이 서있다. 2열의 기둥으로 장식된 지붕을 덮인 회랑이 외벽 역할을 하며, 이 회랑이 십자형 통로와 연결되며 자연스레 중앙의 성소로 향할 수 있게 되어 있다. 맨 중앙에 있는 고푸람은 그 높이가 지면에서 65m나 되며, 특히 솟구치는 듯한 장식 때문에 더더욱 그 높이가 높아보인다. 본디 이 성소에는 비슈누의 상이 있었으나, 이후 불교가 전래되면서 비슈누가 쫓겨나고 그 자리에 부처상이 들어섰었다. 1934년에 고고학자 조지 투르베가 중앙 성소 아래에서 모래와 물이 찬 비밀 구덩이를 발견했으나, 이미 도굴된 상태였다. 다만 이 곳에서 도굴꾼들이 미처 챙기지 못한 황금 잎사귀 유물을 발굴하였다.

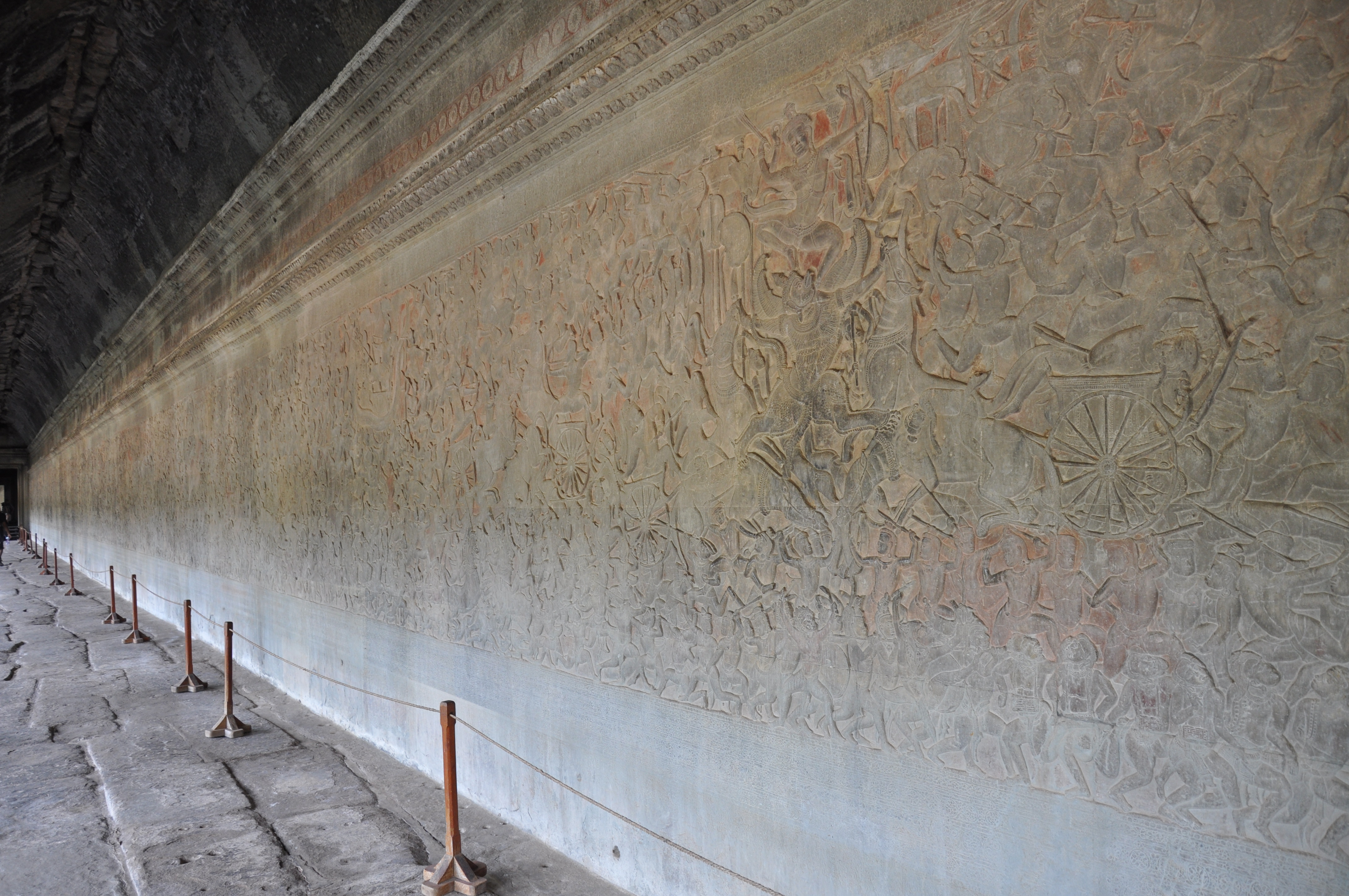
앙코르 와트의 부조 장식

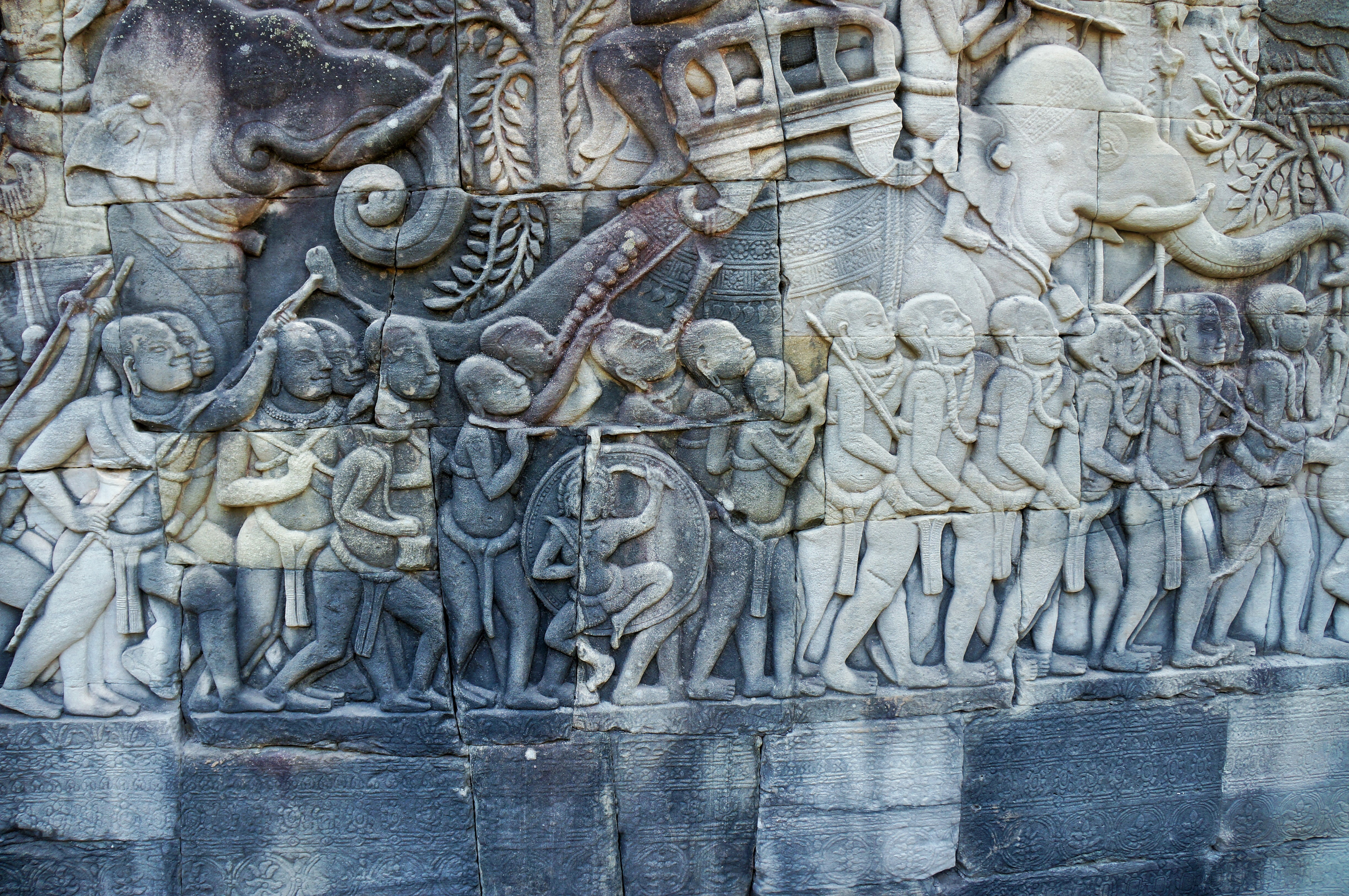
신들과 악마의 전투

#### 장식
앙코르 와트는 그 거대한 규모뿐만 아니라 빽빽하게 들어찬 아름다운 장식물로도 유명하다. 대부분의 장식들은 부조의 형태이며, 압사라나 힌두 신화의 이야기들, 혹은 왕의 영광을 찬양하는 것들을 주제로 삼고 있다. 1층 회랑의 내벽에는 힌두의 대서사시 마하바라타와 라마야나의 일화들을 새겨놓았다. 이 부조들은 북서쪽 모서리에서 시작하여 반시계 방향으로 돌아나가는데, 서쪽 회랑에는 랑카의 전투(라마야나에서 묘사하는 전투로, 이 전투에서 영웅 라마가 악마 라바나를 꺾었다), 쿠르크셰트라 전쟁(카우라바의 아들들과 판두바의 아들들이 전쟁에서 격돌한다) 등이 그려져 있다. 남쪽 회랑에는 신화보다는 역사와 관련된 부조들이 주로 장식되어 있는데, 예를 들어 수리야바르만 2세의 개선식, 힌두교 세계관에 등장하는 32개의 지옥과 37개의 천국들이 묘사되어 있다.
동쪽 회랑에는 가장 유명한 부조들 중 하나가 그려져 있다. 바로 '우유 바다 휘젓기'인데, 92명의 아수라들과 88명의 신들이 비슈누의 지휘 아래 거대한 뱀 '바수키'의 머리와 꼬리를 잡고 우유 바다를 휘젓고 있는 모습을 묘사하고 있다. 여기서 우유 바다 휘젓기란 힌두교의 창세신화들 중 하나로, 태초에 영생을 갈구했던 신들과 악마들이 서로 힘을 합쳐 영생의 묘약 '암리타'를 구하기 위하여 1,000년 동안 만다라 산에 묶은 바수키를 이용하여 바다를 휘젓는다는 내용이다. 1,000년이 지나자 이  바다에서 신들의 무희 '압사라'와 여신들, 수많은 생명들과 암리타가 나왔다고 전해진다. 다만 암리타가 생성되자 신과 악마 사이의 동맹은 깨졌고, 악마가 암리타를 선점하자 신들은 미인계를 사용하여 이들에게서 암리타를 빼앗아와 영생을 얻을 수 있었다고 한다. 이 때 이후부터 신들과 악마 사이에서 끊임없이 분쟁이 생겨나기 시작했다는 것이다.
앙코르 와트 곳곳에는 압사라와 데바타들의 장식들로 가득 차 있는데, 현재 조사 결과 대략 1,796명의 압사라들이 조각되어 있다고 전한다. 앙코르 와트의 설계자들은 30cm에서 40cm 크기의 작은 압사라 조각들을 천장, 벽, 기둥 등 곳곳에 붙여놓았고, 또한 95cm에서 110cm 정도의 크기의 데바타 상들을 사원 곳곳에 붙여놓았다. 1927년에 이루어진 조사에 의하면, 이 압사라들이 입고 있는 옷들, 장식물들, 보석, 꽃 등은 실제로 앙코르 시대에 사람들이 사용했던 것들이라 한다.

## 갤러리

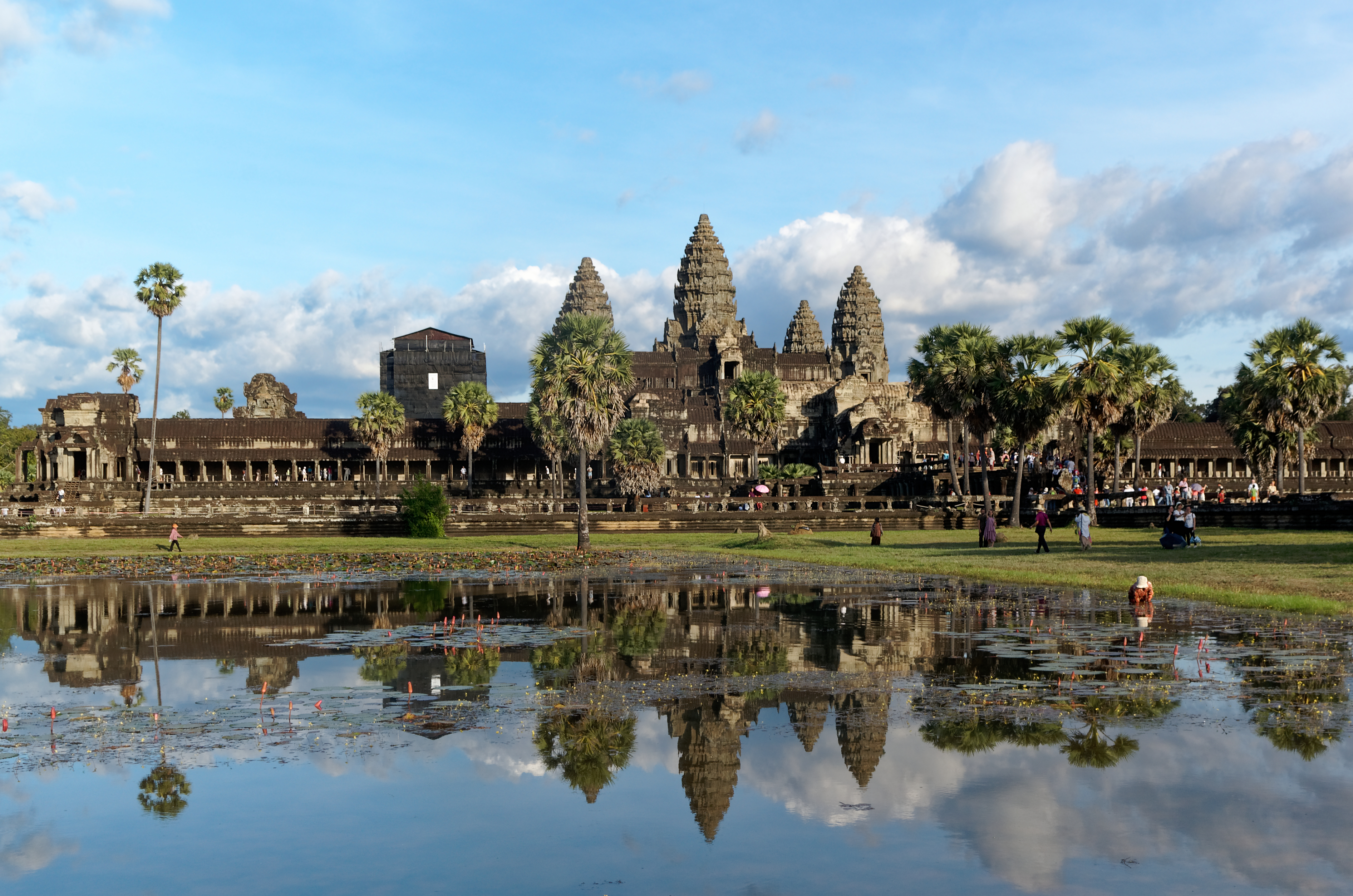
앙코르 와트의 전경
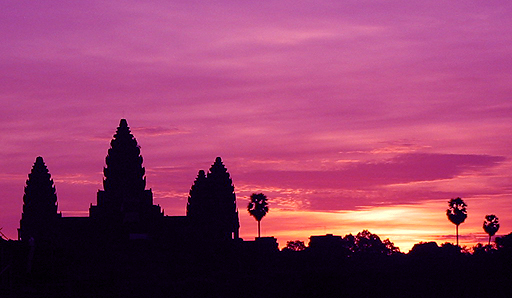
앙코르 와트의 일출
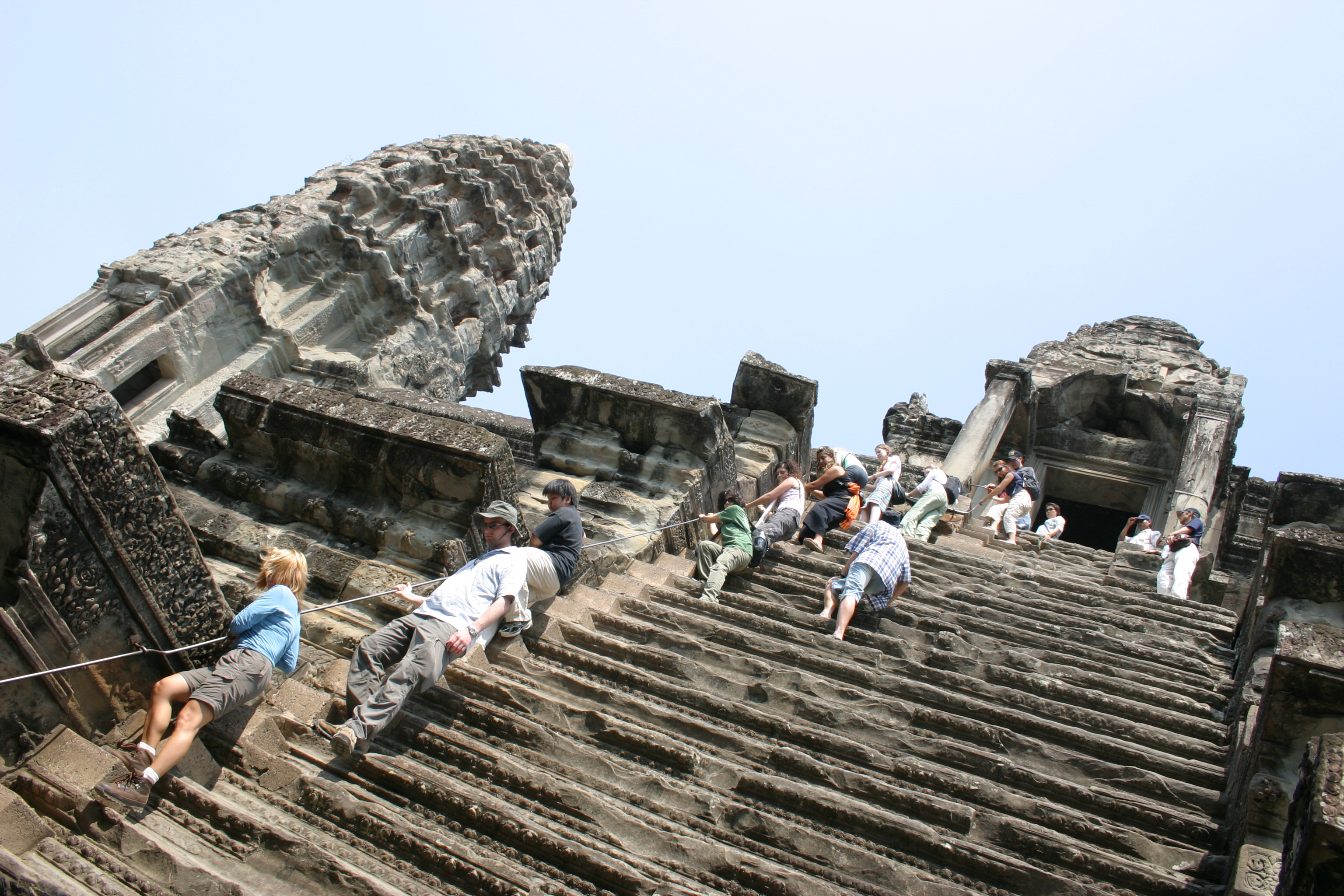
3층으로 향하는 계단
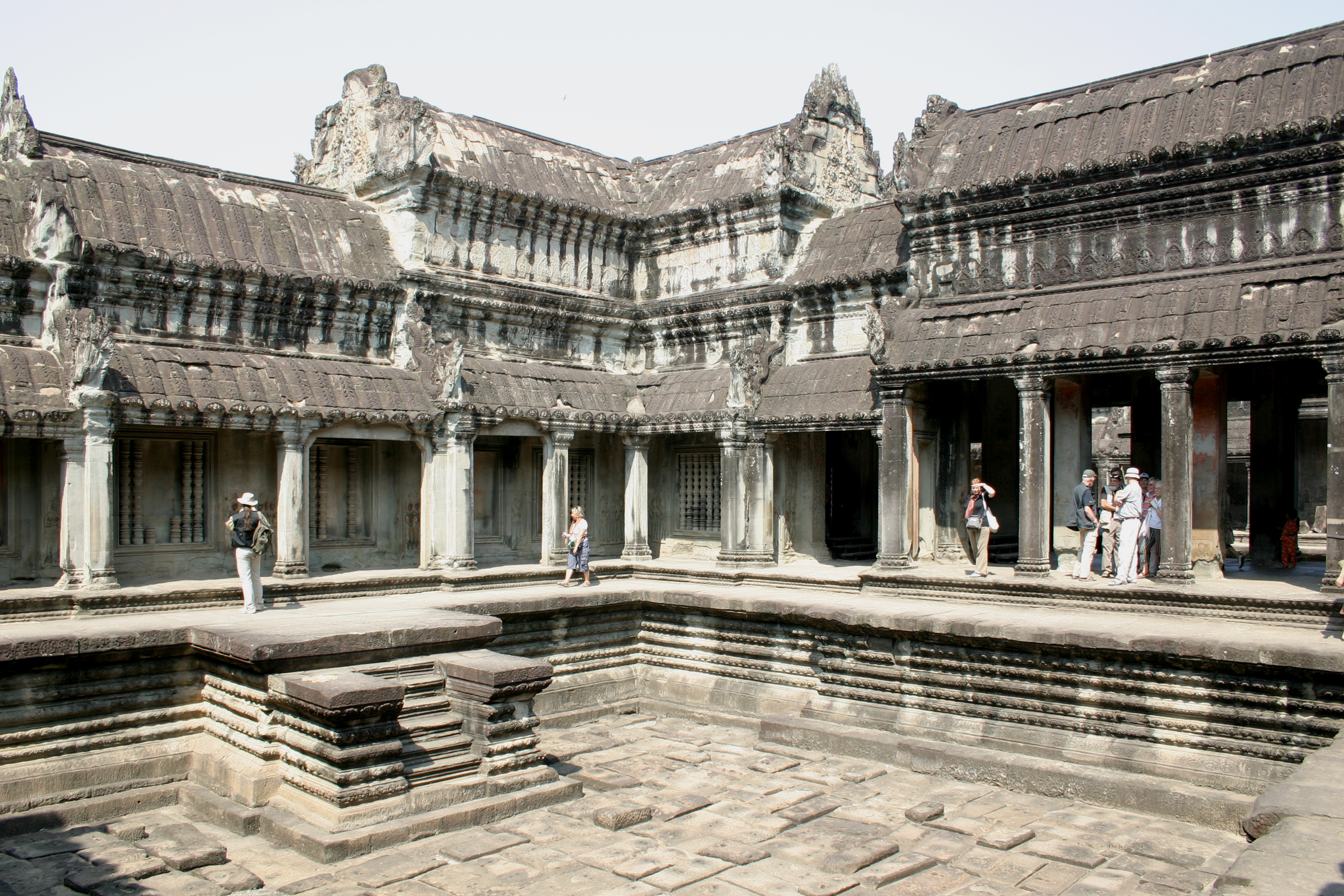
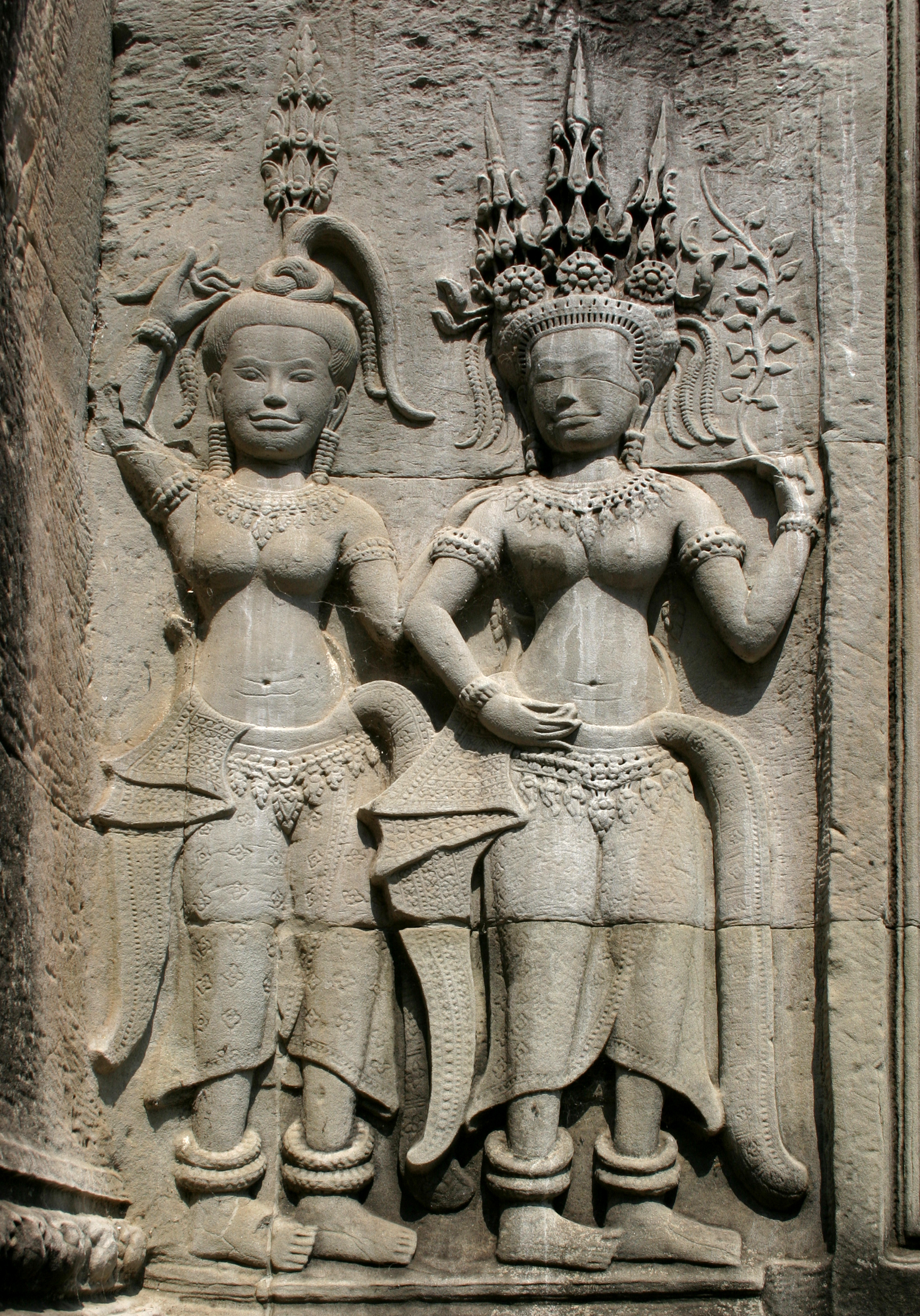
압사라 상
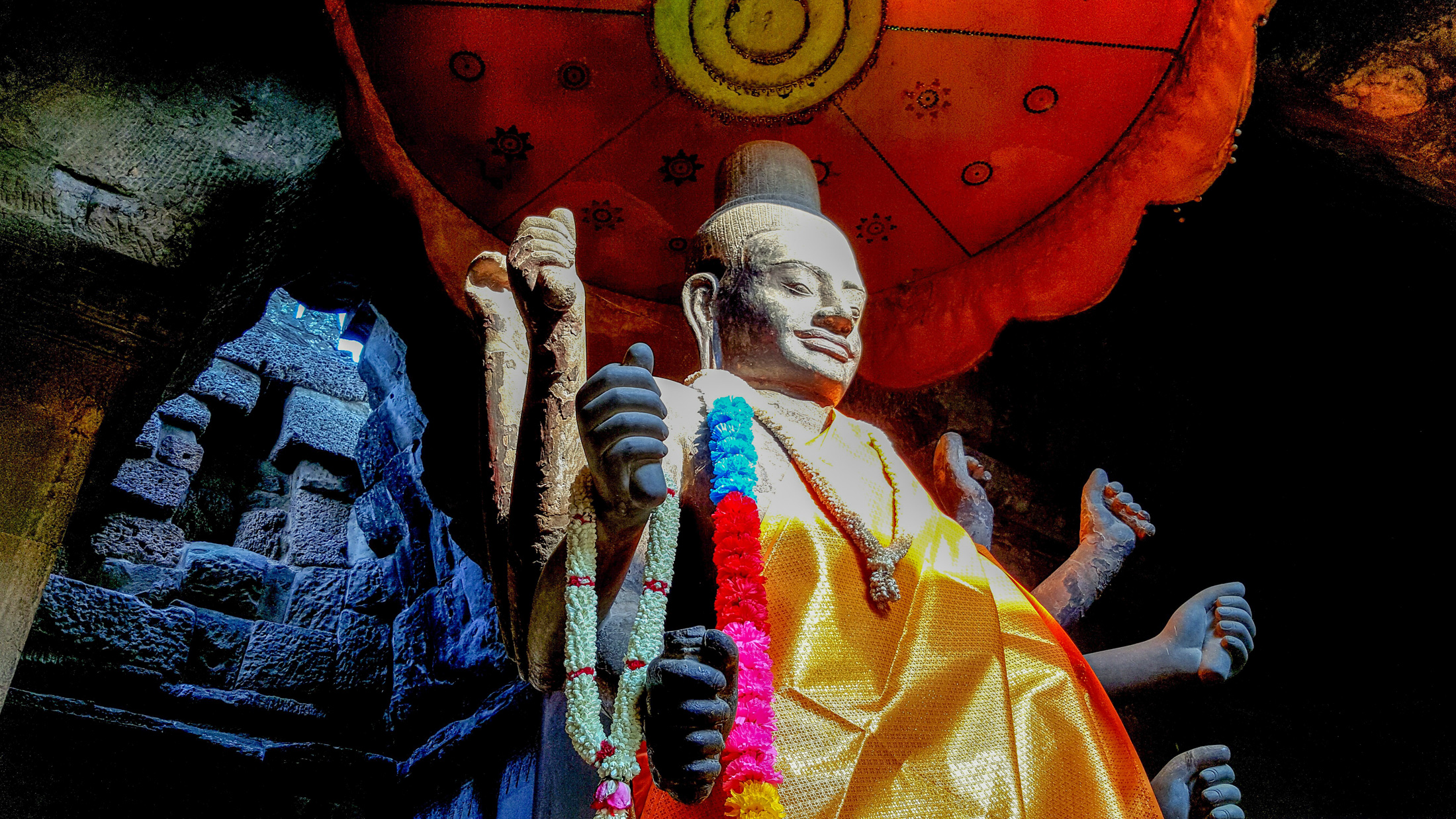
한때 중앙 성소에 모셔져 있었던 비슈누 상
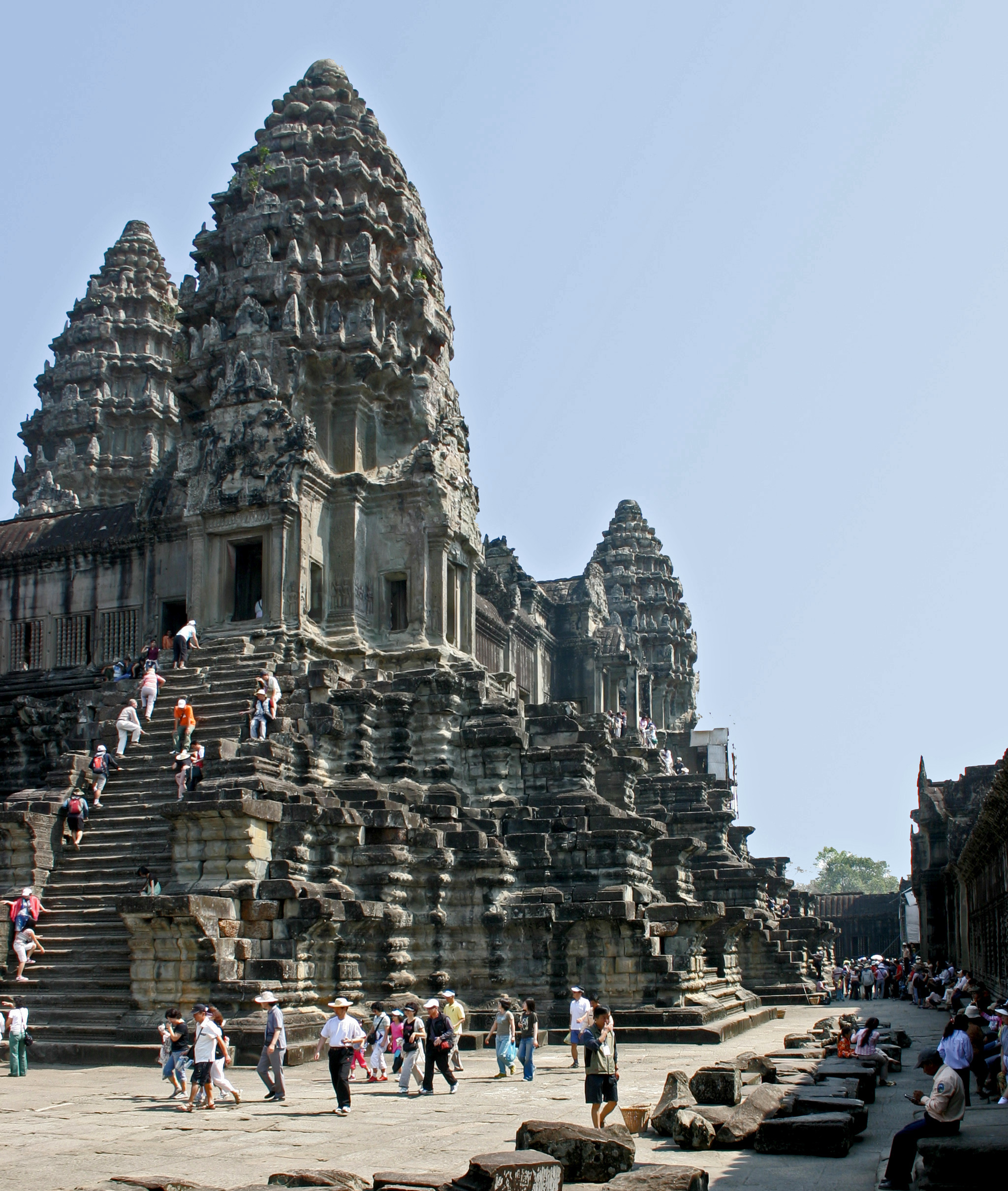
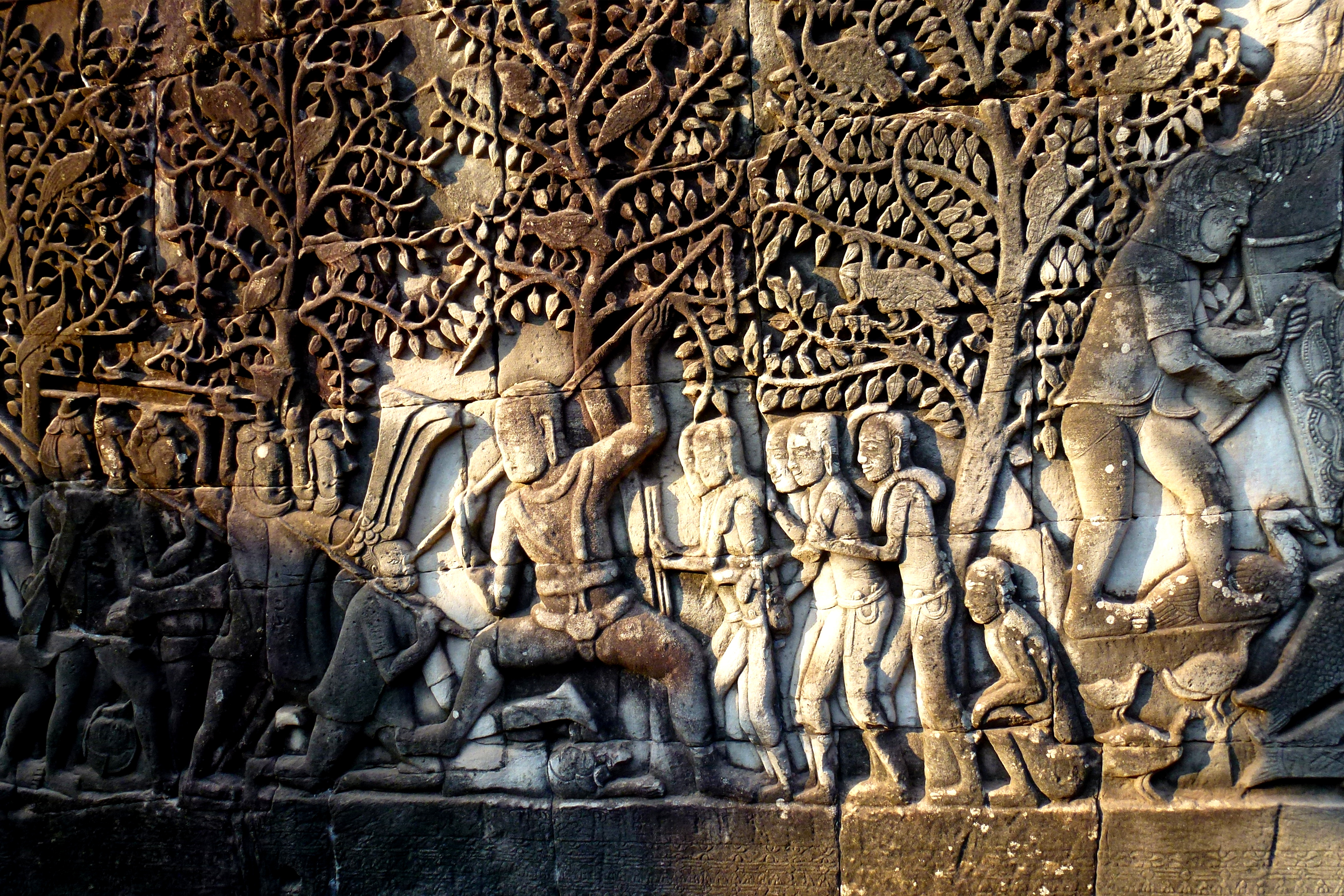
부조 장식

## 미디어
- EBS 1TV : 《세계테마기행》

## 같이 보기
- 캄보디아
- 인도 문화권
- 캄보디아의 불교